# Kultura Calima

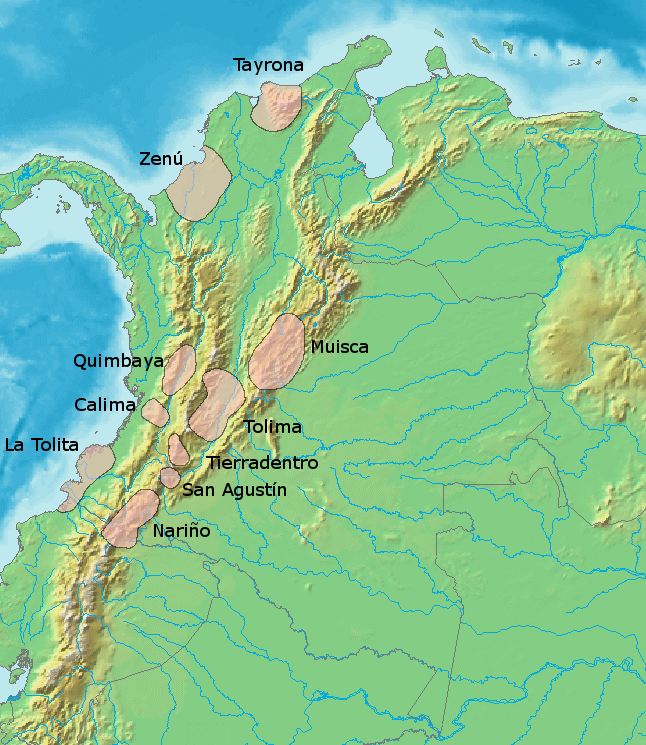
Prekolumbijskie kultury na obszarze współczesnej Kolumbii (obszar kultury Calima na południowy zachód od Bogoty)

Kultura Calima - kultura prekolumbijska z rejonu doliny rzeki Cauca w Kolumbii, rozwijająca się od 1500 p.n.e. do XVI wieku n.e.

## Pojęcie
Pojęcie „kultura Calima” obejmuje różne grupy ludzi, które żyły w tym regionie w różnych okresach, ale z powodu podobieństw zaobserwowanych w pozostałościach archeologicznych oraz w związku z faktem, że ludzie ci zamieszkiwali te same tereny, są oni uznawani za przedstawicieli jednej kultury. 

## Okresy kulturowe
Rozróżnia się trzy różne okresy w historii kultury Calima, którym nadano nazwy Llama, Yotoco i Sonso.

### Llama
Okres ten rozciąga się od 1500 p.n.e. do 100 p.n.e. Pod względem organizacji społecznej, politycznej i gospodarczej społeczeństwo, które w tym okresie zamieszkiwało dolinę Cauca, znane jest słabo. Okres ten cechuje się tworzeniem ceramiki z obrazami przedstawiającymi sceny z życia codziennego zwykłych ludzi, z realistycznymi przedstawieniami zwierząt, które żyły w ich otoczeniu (koty, sowy, pancerniki, gołębie) oraz obrazami fantastycznych stworów z cechami ludzkimi i zwierzęcymi (kotów, płazów, nietoperzy, węży), mającymi prawdopodobnie podkreślać cechy tych zwierząt u przedstawianych ludzi. Odnalezione przedstawienia sugerują istnienie systemu władzy i ustalonej hierarchii społecznej, podkreślają związek człowieka z przyrodą oraz związki świata rzeczywistego z nadprzyrodzonym. 

### Yotoco
Okres Yotoco obejmuje lata od 200 p.n.e. do 1200 n.e. Okres ten znany jest najlepiej z powodu dużej ilości odnalezionych obiektów archeologicznych. 
- System społeczny i polityczny

W okresie tym wzrosła liczba ludności. Autonomiczne wobec siebie plemiona rządzone były przez kacyków, nie istniał żaden rząd centralny ani jednolity system prawny. Panowała poligamia z podziałem na pierwszą żonę i żony pozostałe. Kobiety odgrywały bardzo ważną rolę w życiu tego społeczeństwa, biorąc aktywny udział w działalności rolniczej, jak i uczestnicząc w wojnach. Zmarłych chowano w grobach o charakterze szybowo-komorowym, a zmarłym w grobach towarzyszyły maski grobowe i figurki ludzi oraz zwierząt. Władza prawdopodobnie nie była dziedziczna, a wybór przywódcy był związany z oceną jego predyspozycji indywidualnych. Przywództwo było podkreślane przez używanie wyrobów ze złota, mających potwierdzić dominację społeczną i polityczną wodza.
- Gospodarka

Domy były budowane na platformach na stokach, budowano drogi i kanały odwadniające, rozwinęło się rzemiosło i sztuka, w tym rzeźba, ceramika (naczynia gliniane w kształcie ptaka lub żaby, dominacja kolorów: czarnego, czerwonego i pomarańczowego), wyroby metalowe, złotnictwo. 
Podstawą wyżywienia ludności była kukurydza i inne rośliny uprawne, a dieta była uzupełniana rybami i olejami. Rozwojowi rolnictwa sprzyjał system kanałów odwadniających. Rozwinięty system dróg sprzyjał rozwojowi handlu z sąsiednimi obszarami. 
Wśród rzemiosł szczególny rozwój od pierwszych wieków n.e. notowało złotnictwo, a wyroby ze złota zaczęły być noszone przez przywódców plemiennych i składane do ich grobów po śmierci. Były to: diademy, ozdoby na nos, kolczyki, napierśniki (pektorały), bransolety, szpilki, wisiorki, poporo, maski grobowe oraz figurki ludzi i zwierząt. Szczególnie bogatym zbiorem złotych przedmiotów tej kultury dysponuje współcześnie Muzeum Złota w Bogocie. 

### Sonso
Okres trwający między 650 n.e. a 1700 n.e. Na początku tego okresu doszło do dużych przemian społecznych, politycznych i ekonomicznych. Doszło do znacznego przyrostu liczby ludności. Władza przywódców nie manifestowała się, jak w okresie Yotoco, prezentowaniem bogatych ozdób, lecz rzeczywistą kontrolą nad produkcją gospodarczą.  Ludzie, podobnie jak we wcześniejszym okresie, budowali swoje domostwa na platformach, a rolnictwo opierali na polach uprawnych, chronionych przez system kanałów odwadniających. Główną cechą wyróżniającą ceramiki tego okresu jest wytwarzanie naczyń glinianych z trzema rączkami, które przypuszczalnie były używane podczas ceremonii i w celach rytualnych.

## Galeria
Złote pektorały (rys.1-3) i ozdoba na głowę (rys.4), okres Yotoco, I-VII wiek n.e., ze zbiorów Metropolitan Museum of Art w Nowym Jorku:

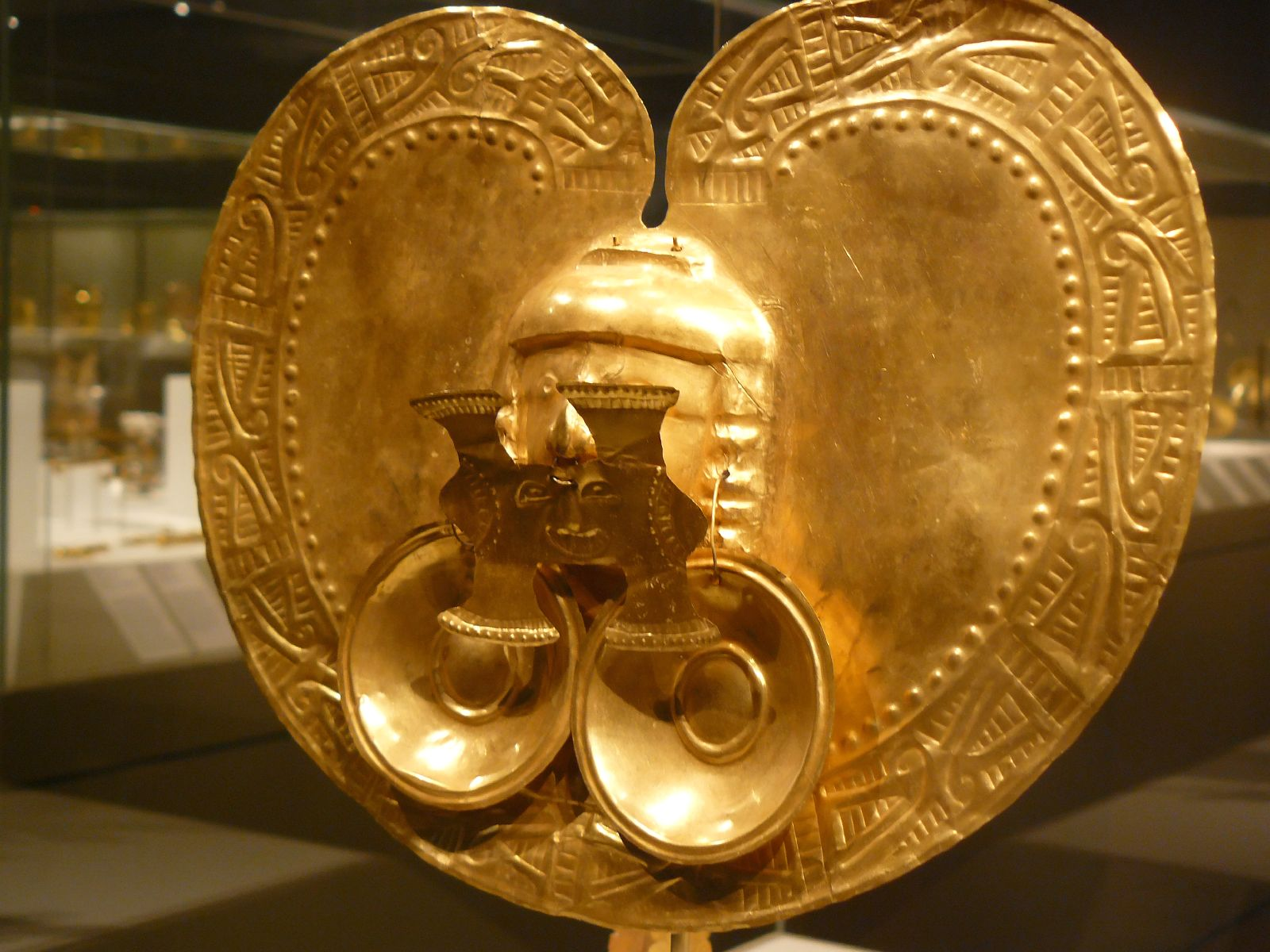
1
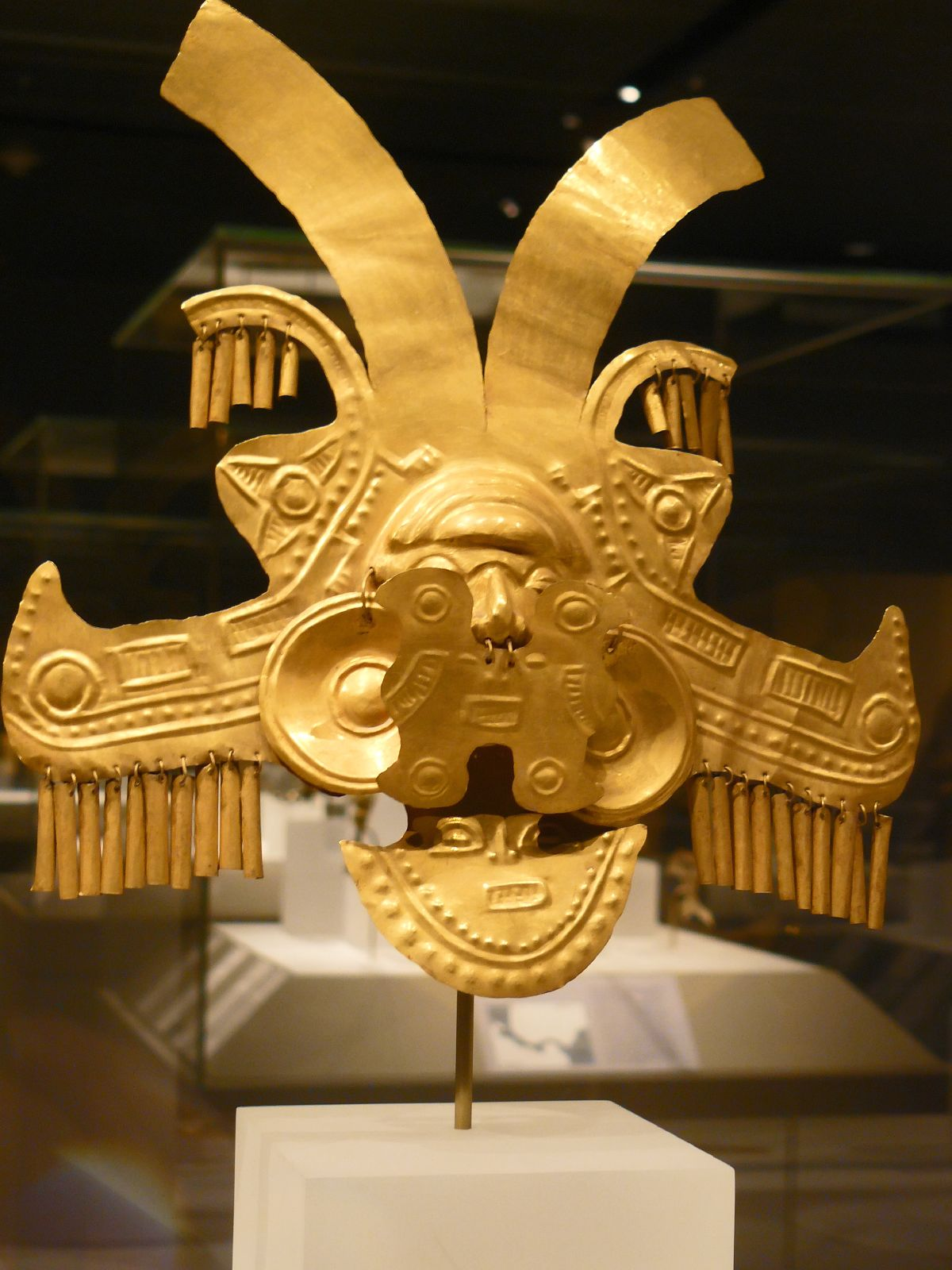
2
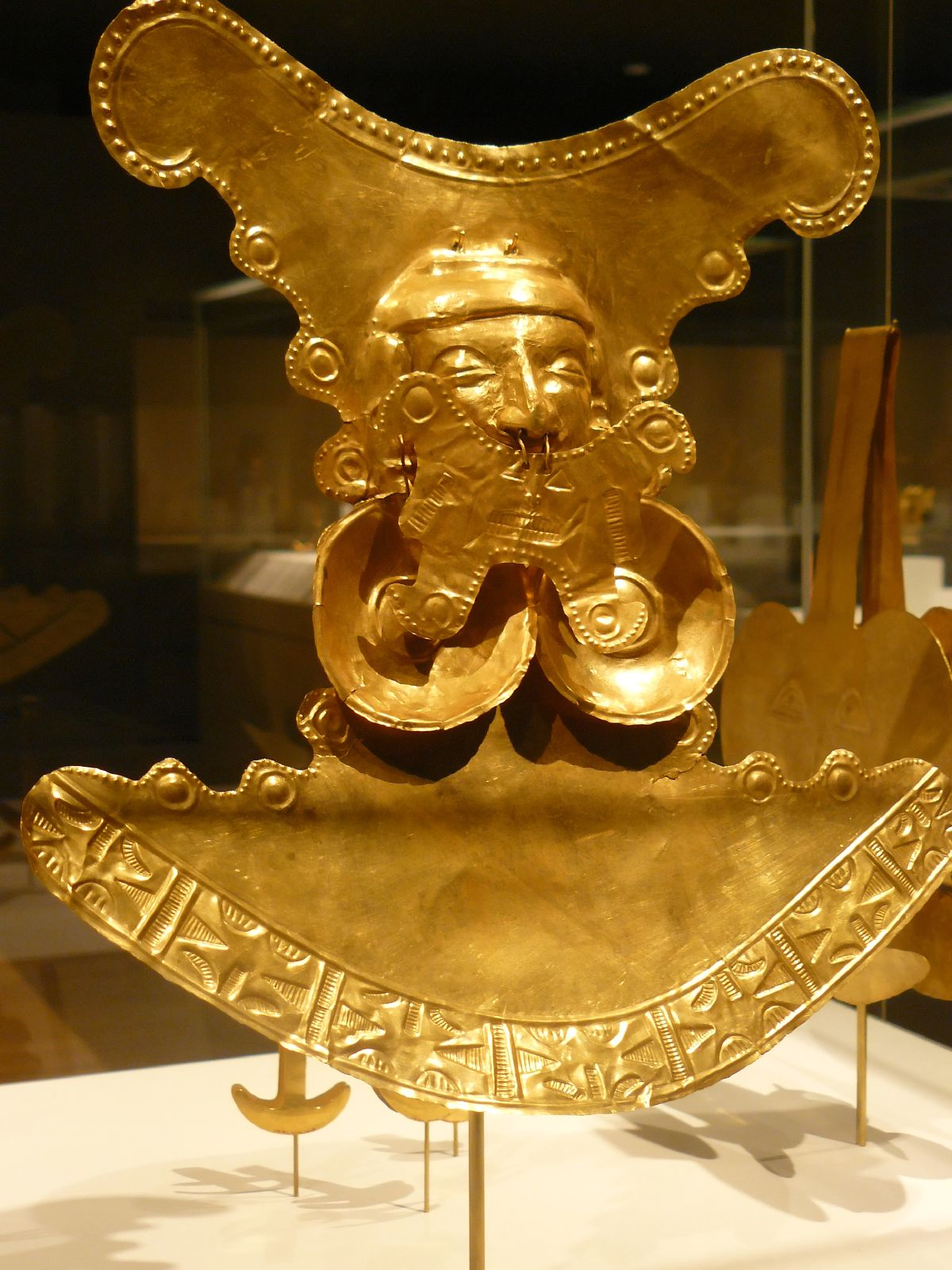
3
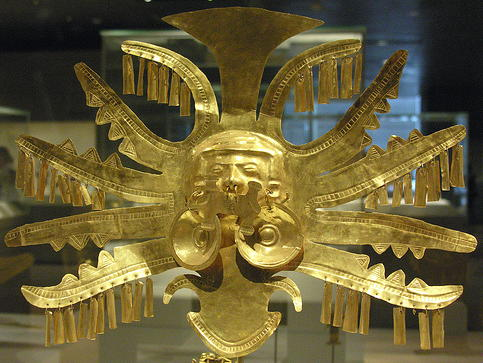
4